# Manderscheid

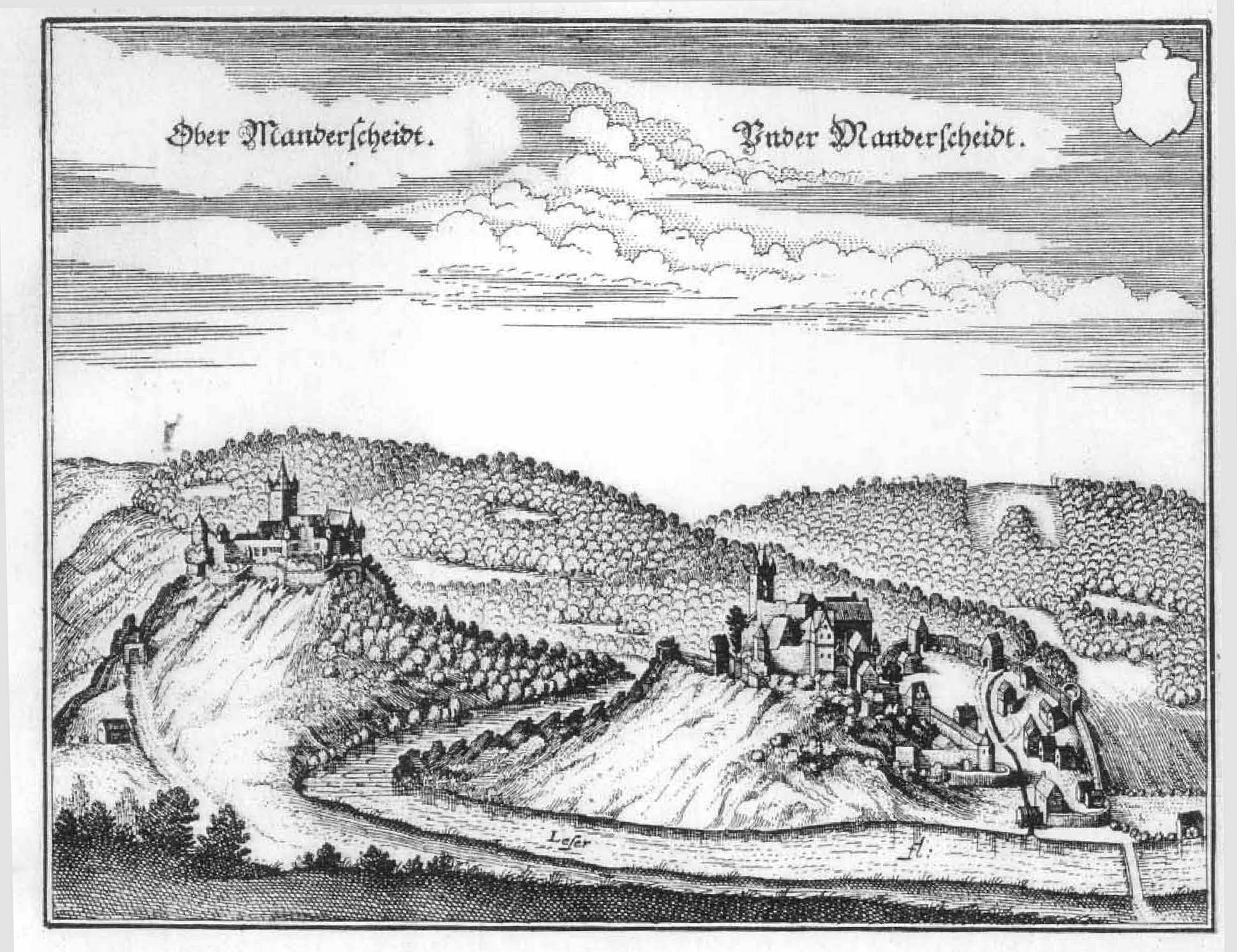
Ansicht von Matthäus Merian

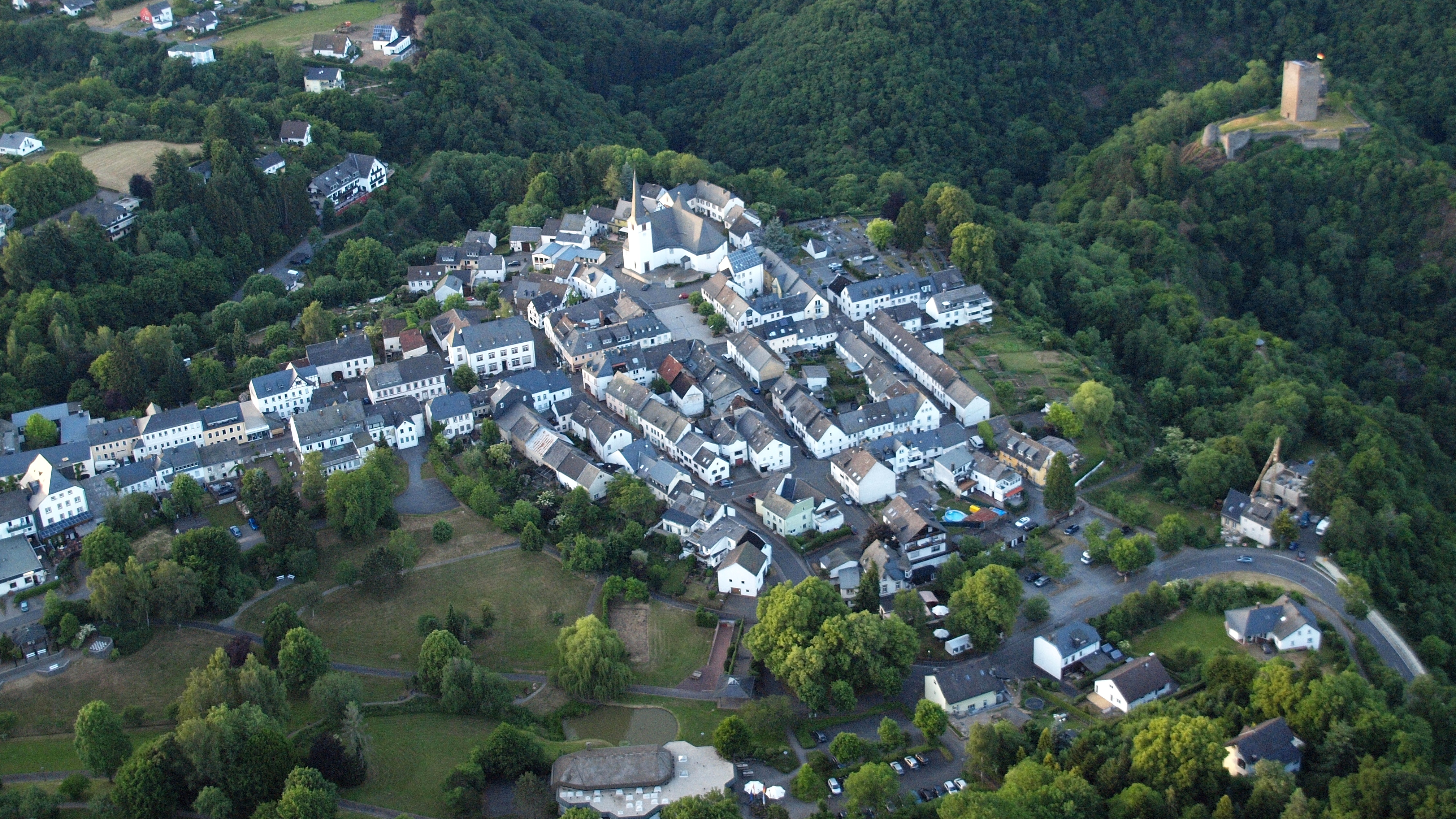
Manderscheid, Luftaufnahme (2015)

Manderscheid ist eine rheinland-pfälzische Stadt im Landkreis Bernkastel-Wittlich. Sie gehört seit dem 1. Juli 2014 der Verbandsgemeinde Wittlich-Land an. Bis dahin war Manderscheid Verwaltungssitz der gleichzeitig aufgelösten Verbandsgemeinde Manderscheid, der 21 Gemeinden angehörten. Manderscheid ist heilklimatischer Kur- und Kneippkurort und gemäß Landesplanung als Grundzentrum ausgewiesen.

## Geographie

### Lage
Die Stadt ist in der Vulkaneifel zwischen den Flüssen Lieser im Osten und Kleine Kyll im Westen gelegen. Nord-Östlich Manderscheids liegt das Bleckhausener Wacholderschutzgebiet, das größte seiner Art in der gesamten Eifel.

### Gliederung
Zu Manderscheid gehören auch der Stadtteil Niedermanderscheid und die Wohnplätze Birkenhof, Dombachhof, Drei-Tannenhof, Heidsmühle, Kapellenhof, Lindenhof und Sonnenhof.

### Klima
Der Jahresniederschlag beträgt 908 mm.

## Geschichte

### Vorrömische und römische Zeit
Wenn, wie man vermuten kann, der erste Bestandteil des Namens Manderscheid von dem keltischen Wort „mantara“ = Kiefer abzuleiten ist, so dürfte das als Beweis dafür gelten, dass das Manderscheider Gebiet schon in sehr früher Zeit besiedelt war. In der Nähe von Schwarzenborn sind mehrere steinzeitliche Siedlungen gefunden worden. Bekannt ist ferner, dass an der Straße von Steineberg nach Demerath (in der Nähe von Mehren) eine große Anzahl Gräber der Hallstattzeit mit vielen Schmuckgegenständen und Geräten entdeckt worden sind, so dass man geradezu von einer Mehrener Kultur spricht. Bei Wallscheid wurden ebenfalls Gräber der La-Tène-Zeit und Hallstattzeit gefunden, ebenso (1916) bei Laufeld. Bei Wallscheid fanden sich zwei eiserne Pfeilspitzen, die dieser Periode entstammen, und ein Bronzegefäß.
Zahlreicher sind die Funde aus der römischen Zeit. Neben der Villa von Manderscheid, die 1863 am Fuße des Mosenbergs aufgedeckt wurde, treten römische Funde in fast allen Ortschaften der Umgebung zu Tage. In Dierfeld und Wallscheid fand man Reste von solchen Villen, Gräber und Urnen in Laufeld, Manderscheid, Öfflingen, Pantenburg, Wallscheid, Großlittgen, Oberkail und Karl, vereinzelt auch Münzen. Besondere Beachtung verdienen neben dem Viergötterstein aus Großlittgen zwei Altäre, die 1920 in Pantenburg gefunden wurden. Sie waren dem Gott Voroius und den Göttinnen Boudina und Alauna gewidmet und gehörten wohl zu einem gallo-römischen Quellheiligtum. Dies mag verdeutlichen, dass in römischer Zeit schon eine größere Zahl von Siedlungen in der Umgebung von Manderscheid bestanden hat.

### Mittelalter

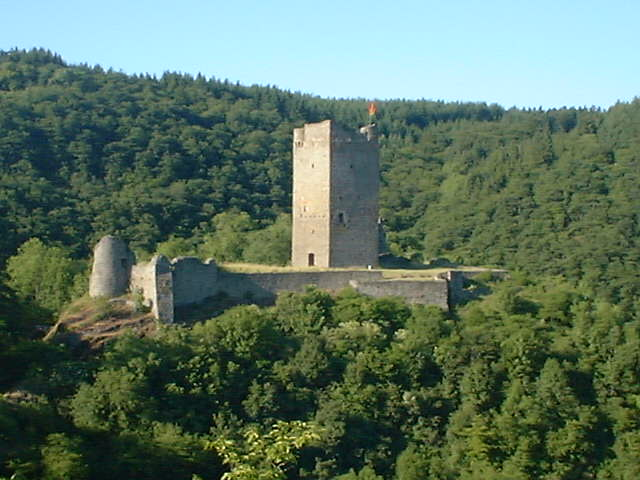
Ruine der erzstiftisch-trierischen Oberburg Manderscheid

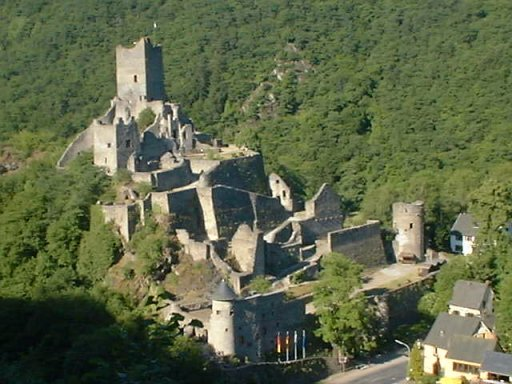
Ruine der gräflichen Niederburg Manderscheid

Seltener sind – wie fast überall – Funde aus der fränkischen Zeit. In Pantenburg fand man eine Lanze, einen Speer und einen Schild, in Eckfeld ein Schwert und eine Visierplatte.
Trotz dieser spärlichen Funde dürfen wir für diese Zeit aber eine erhebliche Verdichtung der Besiedlung annehmen, und die Mehrzahl der heutigen Ortschaften wird damals entstanden sein, wie die Ortsnamen mit den Endungen -scheid, -feld, -ingen andeuten. So wird 794 und 895 „Officinus Villa“ (das heutige Öfflingen) erwähnt, 973 Manderscheid und „Eckiveld“ (Eckfeld), 1161 „Louvenvelt“ (Laufeld).
Manderscheid wurde erstmals 973 in einer Urkunde Kaiser Ottos II. als „Mandreschreit“ erwähnt. Seit Mitte des 12. Jahrhunderts gehörte es zu Kurtrier. Stadtrechte erhielt Manderscheid im Jahre 1332. Damals ließ sich der Trierer Bischof Balduin von Luxemburg von Kaiser Ludwig dem Bayern in einem Sammelprivileg für insgesamt 30 Orte seines Bistums, darunter Manderscheid, alte Stadtrechte bestätigen und neue übertragen. Manderscheid war Hauptort eines kurtrierischen Amtes und Sitz der reichsunmittelbaren Grafen von Manderscheid.

### Die Geschichte der Luziakirche
Die Luziakirche, auch Luciakapelle genannt (vermutlich die erste Kirche des Ortes) befand sich im Mittelalter am nördlichen Ortsrand von Manderscheid. 1386 wurde dort Lucia von Manderscheid, Gattin Heinrichs von Manderscheid, beigesetzt. Um 1794 wurde die Kapelle von französischen Truppen niedergebrannt. Der ehemalige Standort ist jetzt eine Wüstung, das heißt, es sind keine Reste der Kapelle mehr sichtbar. Lediglich ein Straßenname erinnert daran. Aus der Luziakapelle stammt das heute in der Pfarrkirche St. Hubertus aufgestellte Bildnis der schmerzhaften Muttergottes. Die Pietà stammt aus der Zeit um 1600; bei der Restaurierung in den 1960er Jahren wurden noch Brandspuren entdeckt.

### Neuzeit

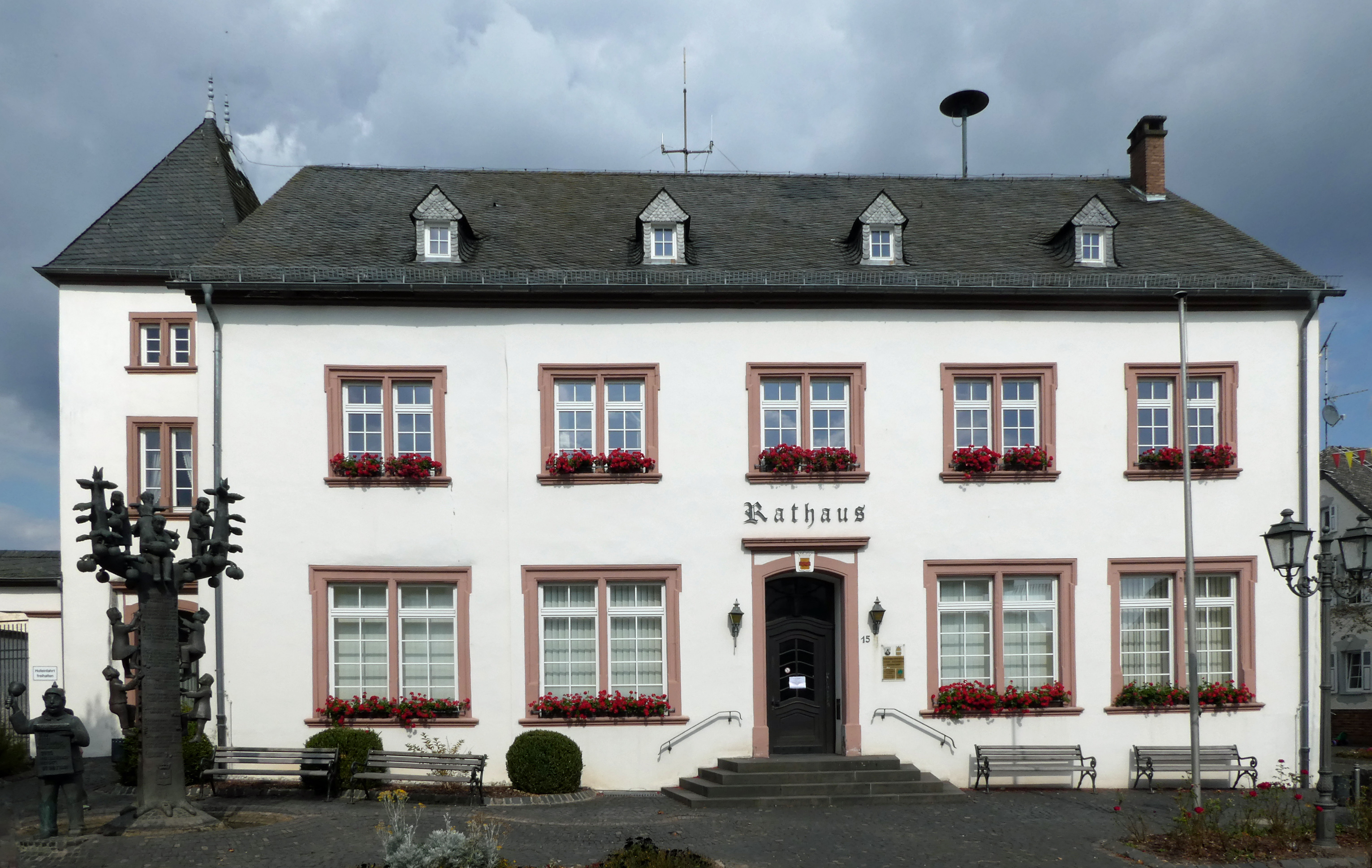
Ehemals kurfürstliche Kellnerei

Ab 1794 stand ganz Manderscheid unter französischer Herrschaft, 1815 wurde der Ort auf dem Wiener Kongress dem Königreich Preußen zugeordnet. Seit 1946 ist er Teil des damals neu gebildeten Landes Rheinland-Pfalz. Das Gebäude der einstmals kurfürstlichen Kellnerei beherbergte bis 2014 den Sitz der Verbandsgemeindeverwaltung Manderscheid.
Am 7. Juni 1969 wurde die bis dahin selbständige Gemeinde Niedermanderscheid eingemeindet. Seit dem 16. Januar 1998 ist Manderscheid eine Stadt.
Die zum 1. Juli 2014 aufgelöste Verbandsgemeinde Manderscheid bestand aus nahezu den gleichen Einzelgemeinden wie die frühere Grafschaft Manderscheid.

### Bevölkerungsentwicklung
1852 lebten 74 Personen in 8 Haushalten in Manderscheid. In den folgenden Jahrzehnten stieg die Bevölkerungszahl der Gemeinde kontinuierlich, kurz nach Ende des Zweiten Weltkriegs überstieg sie die Marke von 1.000 Einwohnern.
Die Entwicklung der Einwohnerzahl von Manderscheid bezogen auf das heutige Stadtgebiet, die Werte von 1871 bis 1987 beruhen auf Volkszählungen:
| Manderscheid: Einwohnerzahlen von 1815 bis 2024 | Manderscheid: Einwohnerzahlen von 1815 bis 2024 | Manderscheid: Einwohnerzahlen von 1815 bis 2024 | Manderscheid: Einwohnerzahlen von 1815 bis 2024 | Manderscheid: Einwohnerzahlen von 1815 bis 2024 |
| ----------------------------------------------- | ----------------------------------------------- | ----------------------------------------------- | ----------------------------------------------- | ----------------------------------------------- |
| Jahr                                            |                                                 |                                                 |                                                 | Einwohner                                       |
| 1815                                            | 1815                                            |                                                 | 717                                             | 717                                             |
| 1835                                            | 1835                                            |                                                 | 856                                             | 856                                             |
| 1871                                            | 1871                                            |                                                 | 867                                             | 867                                             |
| 1905                                            | 1905                                            |                                                 | 909                                             | 909                                             |
| 1939                                            | 1939                                            |                                                 | 982                                             | 982                                             |
| 1950                                            | 1950                                            |                                                 | 1.108                                           | 1.108                                           |
| 1961                                            | 1961                                            |                                                 | 1.133                                           | 1.133                                           |
| 1970                                            | 1970                                            |                                                 | 1.118                                           | 1.118                                           |
| 1987                                            | 1987                                            |                                                 | 1.159                                           | 1.159                                           |
| 1997                                            | 1997                                            |                                                 | 1.297                                           | 1.297                                           |
| 2005                                            | 2005                                            |                                                 | 1.295                                           | 1.295                                           |
| 2011                                            | 2011                                            |                                                 | 1.332                                           | 1.332                                           |
| 2017                                            | 2017                                            |                                                 | 1.389                                           | 1.389                                           |
| 2019                                            | 2019                                            |                                                 | 1.402                                           | 1.402                                           |
| 2024                                            | 2024                                            |                                                 | 1.434                                           | 1.434                                           |
|                                                 |                                                 |                                                 |                                                 |                                                 |

## Politik

### Stadtrat
Der Stadtrat in Manderscheid besteht aus 16 Ratsmitgliedern, die bei der Kommunalwahl 2024 in einer Mehrheitswahl gewählt wurden, und der Vorsitzenden.

### Stadtbürgermeister
2024 wurde Claudia Becker (Liste Becker) zur Stadtbürgermeisterin gewählt.
Der Vorgänger war seit 2009 Günter Krämer (Forum).
Krämers Vorgängerin Christel Praum (CDU) war 2009 nicht erneut angetreten.

## Kultur und Sehenswürdigkeiten
Bekannt sind die beiden Burgen von Manderscheid, die Ober- und die Niederburg. Für Touristen interessant sind auch der Burgenklettersteig, die Edelsteinschleiferei, das Heimatmuseum und das Maarmuseum. Manderscheid liegt an der Lieser, der man auf dem Lieserpfad des Eifelvereins nach Daun oder Wittlich folgen kann. Außerdem führt durch Manderscheid der 330 km lange Eifelsteig von Aachen nach Trier. Manderscheid ist Austragungsort der Eifel-Kulturtage.
Überregional bekannt ist Manderscheid auch für das Manderscheider Burgenfest.

## Manderscheider Platt
Die traditionelle Manderscheider Mundart (in Eifeler Mundart: Maanischder Platt) zählt zu den moselfränkischen Dialekten. Neben Wörtern, die es im Hochdeutschen nicht gibt, hat es vor allem folgende Eigenheiten:
- Ein ch wie in Milch gibt es nicht. Es wird durch sch ersetzt.
- Einige stimmhafte Laute werden durch stimmlose ersetzt: Blut wird zu Ploot, Glaube zu Klowen.
- Das a wird offen und breit ausgesprochen wie Wääsch und Frääsch.
- ei wird wie ai ausgesprochen.
- Die Konsonantenkombination rt wird wie im Französischen cht ausgesprochen: aus Ort wird Ocht.[17]

## Wirtschaft, Infrastruktur und Verkehr
Das Manderscheider Maß bezeichnete bis Mitte des 19. Jahrhunderts in den Getreidemühlen an Lieser, Salm und Kleine Kyll die Größe des Malters (1 Malter entsprach 221,15 Liter). Das Malter-Maß war nicht überall gleich, sondern regional sehr verschieden.
Das Manderscheider Maß wurde in einer Mühlenordnung vom 20. Oktober 1736 vom Kurfürsten Franz-Georg erlassen und galt für das gesamte Kurfürstentum Trier.
Im Jahr 1963 erhielt Manderscheid die Anerkennung als „Heilklimatischer Kurort“, der Gesundheitstourismus stellt auch heute noch einen bedeutenden Wirtschaftsfaktor dar. Einen erheblichen touristischen Impuls setzt der 2022 eröffnete – und mittlerweile ausgezeichnete – Burgenklettersteig.
Manderscheid liegt an der Autobahn A1. Bei Manderscheid befand sich bis zur Stilllegung der Maare-Mosel-Bahn der Bahnhof Manderscheid-Pantenburg.

## Persönlichkeiten
- Wilhelm Meyer (1835–1900), Bürgermeister von Malstatt-Burbach (1866–1900)
- Josef Simon (1868–1945), Pflanzenphysiologe in Dresden
- Alfred Winkler (1872–1945), Unternehmer, hatte in Manderscheid ein Ferienhaus
- Wolfgang Leonhard (1921–2014), Schriftsteller, Publizist und Historiker, lebte seit 1964 in Manderscheid
- Elke Leonhard (1949–2025), Politikerin (SPD) und Publizistin
- Rainer Laupichler (* 1957), Schauspieler und Geschäftsführer der Eifel-Kulturtage
- Sabine Röhl (1957–2012), Politikerin (SPD) und Landrätin des Landkreises Bad Dürkheim
- Michael Siefener (* 1961), Schriftsteller und Übersetzer, lebt in Manderscheid